# Acidilobaceae
Famille
Genres de rang inférieur
- Acidilobus

Les Acidilobaceae sont une famille d'archées de l'ordre des Acidilobales.